# Гоголин
Гоголин (пољ. Gogolin) град је у Пољској у Војводству опољском. По подацима из 2012. године број становника у месту је био 6512.
.

## Становништво
| 2012. |
| ----- |
| 6.512 |

## Партнерски градови
- Бецдорф
- Шонгау
- Лука
- Јаблунков